# Нанна (місячне божество)
Нанна (шум. DŠEŠ.KI, NANNA), Сін (аккад. Su'en, Sîn) — у шумеро-аккадській міфології бог Місяця. Нанна вважався сином Енліля і Нінліль, батько бога сонця Уту і богині планети Венери Інанни, чоловік Нінгаль. Крім того, Нанну шанували як бога, що виявляє вплив на ріст і розмноження тварин. Головний центр шанування Нанни — місто Ур, де на його честь був побудований храм Екішнугаль. Один з епітетів Нанна — Магур («корабель»). Символ Нанни — півмісяць, основний атрибут — барка, на якій він подорожує навколо землі.
В античному пантеоні Межиріччя Аккаду, Ассирії та Вавилонії йому ототожнювався Сін. Центральним місцем поклоніння Сіну було місто Харан. Зображувався в образі старця з довгою бородою, який перетинає нічне небо на своєму човні, що світиться. Армія злих духів за допомогою Уту, Іштар і Адада намагалася його затьмарити, щоб вночі світло Сіна не заважало їм здійснювати їх підступні задуми. Але за нього заступився Мардук, якому вдалося зірвати змову та зберегти сріблясте світло цього бога. Бувши дуже старим, Сін став прототипом бога-мудреця, і з цієї ж причини йому приписували функції управління часом.